# یواس‌اس ای‌آردی-۱۰
یواس‌اس ای‌آردی-۱۰ (به انگلیسی: USS ARD-10) یک کشتی بود که طول آن ۴۸۲ فوت ۷ اینچ (۱۴۷٫۰۹ متر) بود. این کشتی در سال ۱۹۴۳ ساخته شد.